# تندنما

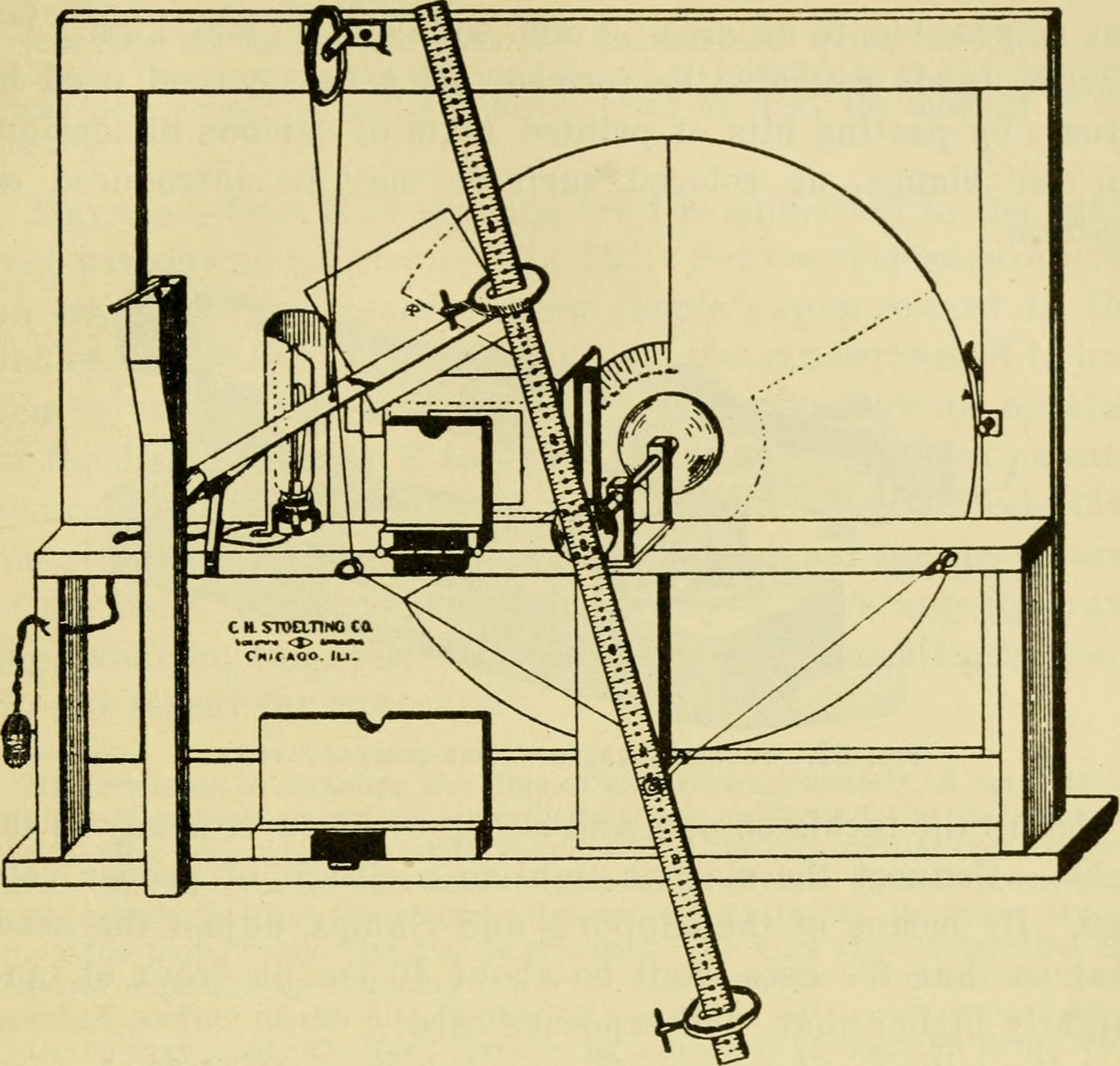
تندنمای ۱۹۲۱،

تُندنما یا تاکیستوسکوپ (انگلیسی: Tachistoscope) دستگاهی است که تصویر، متن یا شیء را برای مدت بسیار کوتاهی نمایش می‌دهد. این ابزار معمولاً برای مطالعهٔ فرآیندهای یادگیری، توجه و ادراک در روان‌شناسی به کار می‌رود.
تندنما توانایی دارد تصاویری را در زمانی کوتاه‌تر از ۰٫۱ ثانیه ارائه کند و در پژوهش‌های علمی به کار گرفته می‌شود. این دستگاه می‌تواند برای اهداف گوناگونی به کار رود، از جمله افزایش سرعت شناسایی، نمایش اطلاعاتی که بسیار سریع‌تر از آن هستند که آگاهانه تشخیص داده شوند، یا آزمودن این‌که کدام عناصر یک نمایش به یادماندنی‌تر هستند.
واژهٔ تاکیستوسکوپ برگرفته از واژه‌های یونانی «تاکسیستوس» به معنای «سریع‌ترین» و «اسکوپ» به معنای «دیدن» است.
نخستین تندنماها مکانیکی بودند و از صفحه‌ای تخت با پنجره‌ای برای پوشاندن تصویر یا متن استفاده می‌کردند. صفحه، تصویر یا متن را مخفی می‌کرد و سپس با سرعتی مشخص حرکت می‌کرد تا پنجره بر روی تصویر یا متن قرار گیرد و آن را آشکار کند. سپس حرکت ادامه می‌یافت تا دوباره تصویر یا متن پنهان شود. تندنماهای بعدی از سامانهٔ سایه‌روشن  مشابه دوربین همراه با اسلاید پروژکتور یا پروژکتور آموزشی استفاده کردند. در مراحل بعد، تندنماها از تابش‌های نوری کوتاه‌مدت، مانند لامپ‌های فلورسنت با روشن و خاموش شدن سریع، برای نمایش استفاده کردند. تا اواخر دههٔ ۱۹۹۰، تندنماها عمدتاً جای خود را به رایانه‌ها برای نمایش تصاویر و متون دادند.

## تاریخچه
نخستین تندنما در سال ۱۸۵۹ توسط فیزیولوژیست آلمانی آلفرد ویلهلم فولکمان توصیف شد. سموئل رنشاو از این دستگاه در دوران جنگ جهانی دوم برای آموزش خلبانان جنگنده به‌منظور شناسایی سریع نقش‌برجسته‌های هواپیماها به‌عنوان دوست یا دشمن استفاده کرد.

## کاربردها
پیش از همه‌گیر شدن رایانه شخصی، تندنماها در روان‌شناسی به‌طور گسترده برای ارائهٔ محرک‌های دیداری با مدت زمان کنترل‌شده به کار می‌رفتند. در برخی آزمایش‌ها، از جفتی از تندنماها استفاده می‌شد تا به هر میدان بینایی فرد آزمایش‌شونده محرک متفاوتی ارائه شود.
در اواخر دههٔ ۱۹۶۰، تندنماها در مدارس دولتی برای کمک به افزایش درک مطلب در تندخوانی به کار رفتند. دو نوع اصلی وجود داشت: در نوع اول، دانش‌آموز از طریق لنزی مشابه منظره‌یاب بمب‌افکن به حروف، کلمات و عبارات نگاه می‌کرد و فیلم اسلایدی به‌صورت دستی جلو برده می‌شد. در نوع دوم، کلمات و عبارات به‌صورت پی‌درپی بر روی پرده‌ای نمایش داده می‌شدند. هر دو روش با آزمون‌های درک مطلب و واژگان دنبال می‌شدند.
تندنماها همچنان در پژوهش‌های بازار به کار می‌روند، جایی که برای مقایسهٔ تأثیر دیداری یا به‌یادماندنی بودن مواد تبلیغاتی یا طراحی بسته‌بندی استفاده می‌شوند. در این کاربردها، اغلب همچنان از اسلاید پروژکتور به جای صفحه‌نمایش رایانه استفاده می‌شود، زیرا:
- تصویر با کیفیت بالاتری ارائه می‌شود،
- و امکان نمایش تصاویر بزرگ یا به اندازهٔ واقعی وجود دارد.